# Трајбс Хил (Њујорк)
Трајбс Хил (енгл. Tribes Hill) насељено је место без административног статуса у америчкој савезној држави Њујорк.

## Демографија
По попису из 2010. године број становника је 1.003, што је 21 (-2,1%) становника мање него 2000. године.
| Група             | 2000.       | 2010.       |
| Белци             | 989 (96,6%) | 951 (94,8%) |
| Афроамериканци    | 8 (0,8%)    | 5 (0,5%)    |
| Азијати           | 7 (0,7%)    | 14 (1,4%)   |
| Хиспаноамериканци | 9 (0,9%)    | 17 (1,7%)   |
| Укупно            | 1.024       | 1.003       |